# Medizinische und Zahnmedizinische Universität Tokio
Koordinaten: 35° 42′ 5″ N, 139° 45′ 55″ O

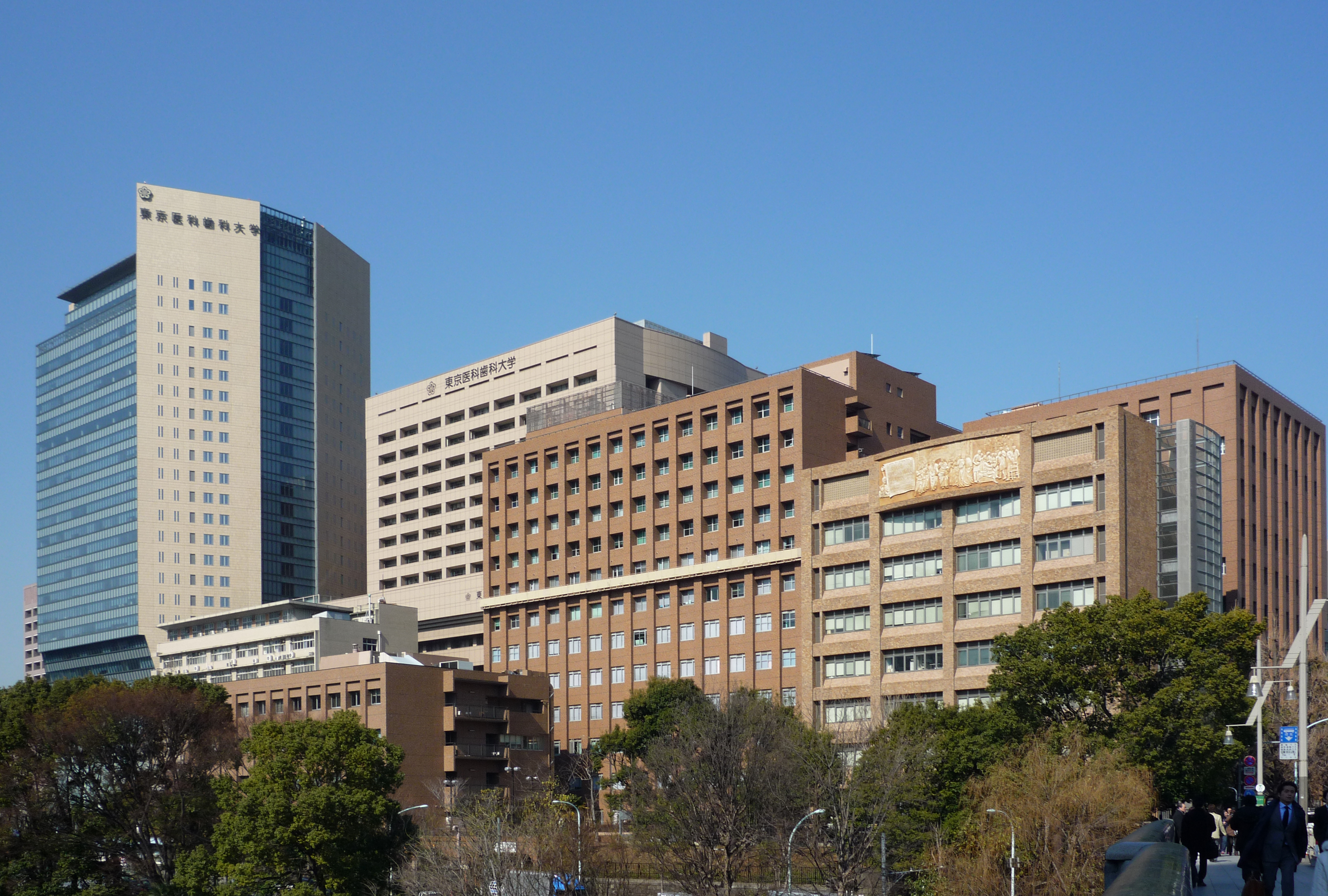
Fernsicht von der Hijiri-Brücke (2011)

Die Medizinische und Zahnmedizinische Universität Tokio (jap. 東京医科歯科大学, Tōkyō ika shika daigaku; engl. Tokyo Medical and Dental University, kurz: TMDU) ist eine staatliche Universität in Bunkyō in der Präfektur Tokio (Japan).
Es fusionierte am 1. Oktober 2024 mit dem Tōkyō Kōgyō Daigaku zum Wissenschaftsinstitut Tokio.

## Geschichte
Die Universität wurde 1928 als Höhere Zahnmedizinschule Tokio (東京高等歯科医学校, Tōkyō kōtō shika igakkō) gegründet. 1930 zog sie in den heutigen Yushima-Campus – der ehemalige Campus der Höheren Normalschule Tokio und Höheren Normalschule für Frauen Tokio. 1944 gründete sie die Abteilung für Medizin und wurde in Medizinische und Zahnmedizinische Fachschule Tokio (東京医学歯学専門学校) umbenannt. 1946 wurde sie in Medizinische und Zahnmedizinische Universität Tokio reorganisiert.
2024 werden sie und die Tōkyō Kōgyō Daigaku zur Tōkyō Kagaku Daigaku (東京科学大学, wörtlich „Universität für Wissenschaft Tokio“; engl. Institute of Science Tokyo) zusammengelegt.

## Fakultäten
- Fakultät für Medizin
- Fakultät für Zahnmedizin